# Nazireu
Nazireu (de l'hebreu nazir נזיר de l'arrel nazar נזר "consagrat", "separat"), a la Torà és el terme que designa una persona per al servei de Déu. Segons la Bíblia, la marca més comuna d'aquesta persona - que podia ser un home o una dona - era el cabell no tallat i l'abstinència del consum de vi o qualsevol altre aliment fet de raïm.

## A l'Antic Testament
El vot de nazireu va ser institucionalitzat i reglamentat a la Torà en el Llibre dels Nombres 6:1-21. En virtut d'aquesta consagració, el nazireu havia d'abstenir-se de prendre certs aliments i begudes fermentades, de tallar-se el cabell i tocar cadàvers, a més de no menjar carn en moltes circumstàncies. Romans 14:21 mostra una carta de Pau, en el seu temps de nazireu. Aquestes exigències particulars semblen traduir els següents principis: mantenir-se mentalment sa ("abstenir-se de vi i de beguda fermentada") i subjecte a Déu (simbolitzat pel no tallar-se el cabell) i mantenir-se cerimonialment pur (no tocar els cadàvers).
Tenint contacte amb cadàvers, els dies de vot serien considerats invàlids i el vot hauria de refermar-se. No obstant això, abans de reprendre el vot, el nazireu passava per una setmana completa de purificació, al final de la qual es rapava el cabell (Nombres 6:9).
Samsó (Jutges 13:4-7, 16, 17) i Samuel (Samuel 1,11) eren nazireus des del seu naixement. En virtut d'aquesta consagració, tant la mare, durant l'embaràs, com el futur nazireu havien d'abstenir-se de certs aliments com carns i begudes fermentades, de tallar-se el cabell i tocar cadàvers. El fet de no tocar cadàvers, duu a alguns filòsofs a creure que no menjaven carn, i uns altres, diuen que no en menjaven només els dies impurs, segons el Levític, de Moisès.
Després d'acabar els seus vots, el nazireu realitzava el ritual de purificació i feia tres ofrenes en el Santuari. Un vot "a semblança de Samsó" era un vot per a tota la vida.
Els registres jueus diuen que aquestes persones eren, sovint, les que no bevien vi o altra beguda feta amb raïm, o que no es tallaven el cabell, o que no tocaven els morts. Els mateixos registres ens diuen que la història o origen de la secta nazarita en l'antic Israel és fosca.
Afirmen també que Samsó era nazireu, com la seva mare, i que ella havia promès dedicar-lo al vot dels nazireus. Els registres jueus també diuen que era comú que els pares dediquessin seus fills menors al vot nazireu.
Aquests registres jueus diuen que Lucas I: 15 és una referència a aquesta dedicació. La reina Helena, i Míriam de Palmira són esmentades com a nazireus en els registres jueus, i moltes altres persones famoses en la literatura sacra són presentades com a nazireus. Està clarament indicat en molts registres històrics que els termes Nazireu i Nazarè res tenien a veure amb una ciutat o vila anomenada Nazaré. L'últim nazireu de qui és té registre és exactament Joan Baptista.

## Nazireus en el cristianisme
Joan Baptista hauria estat també un nazireu, encara que el Nou Testament mai es refereixi a ell usant directament aquest terme. El seu estatut de nazireu és dedueix a causa del seu estil de vida ascètic; a Lucas 1:15 l'àngel informa Zacaries, pare de Joan, que la seva dona donarà a llum un fill que "no beurà vi ni beguda alcohòlica".
L'apòstol Pau, junt amb altres cristians, va fer també un vot temporal de nazireu (Actes 18:18 fins a ; Actes 21:23-26).
Aquest tipus de consagració és considerat pels teòlegs catòlics com a model precursor del monacat cristià. Ja altres denominacions cristianes, l'enfronten com a precursor del ministeri religiós per temps integral. Encara que després de la destrucció del segon temple de Jerusalem el vot nazireu oficialment es va extingir ja que només era possible amb el temple en funcionament, El Segon Temple va ser el temple que el poble jueu va construir després del retorn a Jerusalem, després del Captiveri Babiloni, en el mateix lloc on el Temple de Salomó estava abans de ser destruït. Es va mantenir aixecat entre 515 aC i 70 DC quan va ser destruït pels romans, havent estat, durant aquest període, el centre de culte i adoració del judaisme.